# تریپتریگیوم ویلفردی
تریپتریگیوم ویلفردی (نام علمی: Tripterygium wilfordii) نام یک گونه از تیره گوشوارکیان است.